# Celiptera
Celiptera là một chi bướm đêm thuộc họ Erebidae.

## Các loài
- Celiptera frustulum Guenée, 1852
- Celiptera valina Schaus, 1901